# Giovanni di ser Giovanni Guidi
Giovanni di Ser Giovanni, conhecido como Lo Scheggia, (c. 1406 em San Giovanni Valdarno – 1486 ) foi um pintor italiano, irmão do famoso Masaccio. 
Nascido em San Giovanni in Altura, agora San Giovanni Valdarno, mudou-se com sua família para Florença em 1417 . Entre 1420 e 1421, conheceu Lorenzo di Bicci, com quem trabalhou com ajudante em seu ateliê. Em 1430, entrou para a Guilda de São Lucas. Entre 1436 e 1440, participu da decoração da sacristia da Catedral de Florença. Foi enterrado na Basílica de Santa Cruz, também em Florença.